# Смотрикин, Виктор Тихонович
Виктор Тихонович Смотрикин (4 января 1932 — 7 марта 2005, Москва) — советский футболист, выступавший на позиции нападающего, футбольный тренер. Сыграл 26 матчей и забил 5 голов в высшей лиге СССР. Мастер спорта СССР (1960).

## Биография
С 1956 года[уточнить] выступал за воронежскую команду «Крылья Советов», позднее переименованную в «Труд» (ныне — «Факел»). 13 октября 1956 года сделал хет-трик в первом международном матче в истории клуба, в котором футболисты Воронежа встречались с командой финского города Вааса (6:0). В 1957 году стал лучшим бомбардиром своей команды с 14 голами. В 1960 году вместе с командой стал победителем первенства класса «Б» и чемпионом РСФСР, в решающем матче против «Терека» (6:2) забил два гола. В сезоне 1960 года также стал лучшим бомбардиром команды с 14 голами.
В 1961 году в составе «Факела» выступал в высшей лиге. Дебютный матч на высшем уровне провёл 8 апреля 1961 года против бакинского «Нефтяника», а первый гол забил 24 июня 1961 года в ворота рижской «Даугавы». 15 октября 1961 года забил гол в ворота Льва Яшина в матче с московским «Динамо» (2:0), эта игра считается одной из самых успешных в истории клуба. Всего в высшей лиге сыграл 26 матчей и забил 5 голов, а его команда по итогам сезона вылетела обратно в первую. В дальнейшем футболист провёл ещё один сезон за команду в первой лиге. Всего в составе воронежского клуба форвард забил не менее 55 голов.
В конце карьеры выступал за воронежскую «Энергию» и липецкое «Торпедо», в последнем был играющим тренером. После окончания игровой карьеры несколько лет работал в тренерском штабе воронежского «Труда».
Скончался 7 марта 2005 года в Москве на 74-м году жизни.